# Corazón que miente
 (срп. Лажљиво срце) мексичка је теленовела, продукцијске куће Телевиса, снимана 2016.

## Синопсис
Маријела Салватијера имала је само 11 година кад је њен деда Мануел, који ју је одгајио, страдао у пожару. Кривац за то био је Демијан Ферер, који је старцу желео да одузме земљу. Бригу над Маријелом тада је преузео Леонардо дел Рио, који такође има неизмирене рачуне с Ферером, с обзиром на то да га је окрутни земљопоседник неправедно оптужио за убиство. Леонардо и Маријела провели су 15 година ван Мексика, а онда су одлучили да се врате и изађу на црту човеку који је њој отео наследство, а њему углед и част.
Међутим, та борба неће бити нимало једноставна - Демијан је веома успешан предузетник, који не поштује никога, чак ни своје најближе. Свог млађег сина Сантијага ниподаштава, док старијим сином Алонсом, врло успешно манипулише. Управо ће тај однос према Алонсу бити трн у оку Маријели, будући да су она и Алонсо заљубљени једно у друго. Као да отац манипулатор није довољан, око Алонса ће своје пипке обмотати и Рената, привлачна и лажљива лепотица, која долази да живи у вили Ферерових. Алонсо ће постати њена опсесија и успеће да га одвоји од Маријеле приближавајући је тако Леонарду, који ће се, не желећи то, заљубити у њу. Он се одувек трудио да Маријелу посматра само као ћерку, али његово срце одувек ју је гледало као жену.
С друге стране, Алонсо мрзи Леонарда откако га је у детињству видео да се љуби са његовом мајком, а ту мржњу додатно ће нахранити његов однос према Маријели, која ће бити принуђена да бира између човека кога воли и оног који јој је након дедине смрти пружио дом и заштиту.

## Глумачка постава

### Главне улоге
| Глумац:        | Улога:                     |
| -------------- | -------------------------- |
| Телма Мадригал | Маријела Салватијера Моран |
| Пабло Лиле     | Алонсо Ферер               |
| Дијего Оливера | Леонардо дел Рио           |

### Споредне улоге
| Глумац:                | Улога:                     |
| ---------------------- | -------------------------- |
| Дулсе Марија           | Рената Ферер               |
| Мајрин Виљануева       | Лусија Кастељанос          |
| Алексис Ајала          | Данијел Ферер              |
| Елена Рохо             | Сара Саенз                 |
| Алехандро Томаси       | Дамијан Ферер              |
| Марија Сорте           | Кармен                     |
| Лурдес Рејес           | Рафаела дел Морал          |
| Ерик дел Кастиљо       | Мануел Салватијера         |
| Рикардо Маргалеф       | Кристијан Мена Соуза       |
| Алехандра Прокуна      | Елена Солис                |
| Ванеса Растрепо        | Денисе                     |
| Алехандра Хурадо       | Амалија                    |
| Федерико Ајос          | Сантијаго Ферер            |
| Хорхе Ортин            | Ное Валдивија              |
| Фатима Торе            | Летисија Лети Валдивија    |
| Емануел Паломарес      | Лисандро Молинер           |
| Давид Паласио          | Хулио                      |
| Џесика Мас             | Карла                      |
| Џесика Декоте          | Флоренсија                 |
| Моника Сорти           | Марсија                    |
| Џесика Сегура          | Сирила Рејес               |
| Бенхамин Ислас         | Марио                      |
| Рикардо Вера           | Пресијадо                  |
| Илијана де ла Гарса    | Ева                        |
| Рикардо Герера         | Санабрија                  |
| Висенте Торес          | Понсијано                  |
| Валентина Асоури       | Маријела (млађа)           |
| Сантијаго Торес Хаимес | Сантијаго (млађи)          |
| Николас Кабаљеро       | Алонсо (млађи)             |
| Монсерат Хим           | Летисија Валдивија (млађа) |